# Армянское географическое общество
Армя́нское географи́ческое о́бщество» («АГО») — географическая общественная организация Армении.

## История
Армянское географическое общество было основано в 1935 году, основателем и первым председателем которого стал Степан Лисициан. В 1947—1995 годах Армянское географическое общество действовало при Армянской академии наук, однако с 1995 года получило автономию.
31 октября 2014 года было подписано соглашение о сотрудничестве между Армянским географическим сообществом с географическими обществами десяти государств: Азербайджана, Белоруссии, Испании, Италии, Киргизии, Китая, России, Сербии, Турции и Чехии.
Общество возглавлял Лемвел Акопович Валесян.

## Структура
Общество имеет областные и городские отделения, включает в себя более 300 действительных и 14 коллективных членов. Высшим органом общества является Президиум, который созывается раз в пять лет.